# Antonio de la Cuadra Herrera
Antonio de la Cuadra Herrera fue un investigador español. Su especialidad fueron los metales no férreos, especialmente el mercurio y el zinc. Fue Investigador Titular en el Consejo Superior de Investigaciones Científicas (CSIC).

## Biografía
Nació en Madrid el 30 de septiembre de 1929. Realizó sus primeros estudios en el Colegio de San Agustín de Jaén y en las Escuelas Pías de Getafe (Madrid). Se licenció en Ciencias Químicas en 1952 en la Universidad Central de Madrid (hoy Universidad Complutense) con la calificación de Premio Extraordinario. Técnico Bromatólogo por la Facultad de Ciencias en 1957. Doctor en Química Industrial en 1958, con una tesis sobre «Contribución a la metalurgia del Níquel (Metalurgia de los Arseniuros)».
En 1957 fue nombrado Colaborador del Departamento de Metales no férreos del Patronato «Juan de la Cierva» de Investigación Técnica (CSIC), dentro de la sección de Beneficio de minerales, especializándose con un curso con el Battelle Memorial Institute de Columbus (Ohio) en Metalurgia no férrea. En 1958 estuvo pensionado en la Universidad de Columbia Británica, en Canadá para estudiar con el profesor Forward las técnicas de lixiviación a alta presión, tras lo que obtuvo una plaza de Profesor Titular de Investigación en el CSIC.
Se casó en Madrid, en 1959, y tuvo cuatro hijos. Trabajó durante casi diez años en Asturiana de Zinc y fue un gran experto en patentes, tareas a las que dedicó sus últimos años de vida laboral. Murió en Madrid el 25 de junio de 2011.

## Premios y líneas de investigación
En 1960 obtuvo el Premio Francisco Franco del Patronato Juan de la Cierva de Investigación técnica.
En 1974 fue galardonado con la V Premio García-Cabrerizo a la Invención Española, junto con Miguel Fernández Tallante y Armando Rodríguez Sánchez, por un jurado compuesto por 27 personas. El proyecto, titulado «Procedimiento para la depuración del mercurio de gases metalúrgicos conteniendo anhídrido sulfuroso», fue probado en una planta piloto en las minas de Almadén, y desde entonces permite recuperar prácticamente todas las sustancias contaminantes que antes se arrojaban a la atmósfera, y que podían ser hasta de la mitad del mineral.

## Depuración del mercurio de gases metalúrgicos
El procedimiento para la depuración del mercurio de gases metalúrgicos se desarrolló para evitar el gravísimo problema de contaminación atmosférica que tenían casi todas las plantas de tratamiento pirometalúrgico de minerales de mercurio y cinc del mundo, que lanzaban sus gases residuales a la atmósfera sin tratamiento previo. Estos gases, incluso después de haber pasado por «scrubbers" y electrofiltros, llevaban contenidos de unos 70 mg.Hg/m³ de gas.
El procedimiento consiste esencialmente en poner en contacto los gases residuales procedentes de las plantas de tratamiento pirometalúrgico de minerales que contengan mercurio con una solución de un sulfocianuro soluble en medio ácido, utilizando el propio anhídrido sulfuroso que acompaña a los gases como producto oxidante del mercurio. La efectividad del proceso está en que al tratar los gases residuales tanto de tostación de minerales de mercurio como los de cinc, los dejan con contenidos de 0,5 mg.Hg/m³ de gas. Esto representa la recuperación de casi el 99,3% del mercurio presente.
El invento gozó del respaldo de las patentes que se suscribió en los países más industrializados del mundo, y los resultados fueron totalmente favorables. Se destacó en su momento que si se hubieran tratado con este sistema todos los gases residuales de la depuración del mercurio producidos en 1972 se hubieran recuperado 153.000 frascos de mercurio (aproximadamente 5.278 toneladas), que hubieran supuesto alrededor de 2.000 millones de pesetas de la época.